# Meteura cervina
Meteura cervina là một loài bướm đêm thuộc phân họ Arctiinae, họ Erebidae.